# Orgilus minor
Orgilus minor är en stekelart som beskrevs av Taeger 1989. Orgilus minor ingår i släktet Orgilus och familjen bracksteklar. Inga underarter finns listade i Catalogue of Life.